# タキス (スナック)
タキス（Takis）は、グルポ・ビンボの子会社であるバルセルが製造する、メキシコのロールコーントルティーヤチップスナックのブランドである。

## 解説
タキートに似せて作られたこのスナックには様々なフレーバーがあり、中でも一番売れているのは、特徴的な紫色の袋に入ったチリライムの「フエゴ」フレーバーである。ロールコーンチップス以外にも、タキス社は同じフレーバーのスナック菓子を多数製造しており、その中には様々な種類のポテトチップス、コーンスティックス、ポップコーン、ピーナッツなどがある。
タキスは1999年にメキシコで開発され、2004年に米国に導入された。バーセルは当初、タキスをアメリカのヒスパニック層に向けるつもりだったが、その人気は瞬く間に様々な文化的背景を持つ10代の間で広まった。

## 味付け一覧
タキスには以下のような味付けが販売されている：
- スパイシーなハンバーガーとディルピクルス味の「アングリーバーガー」（緑色のパッケージ）)[4]
- ホットタコス味「オーセンティック・タコス」（緑色パッケージ）
- スパイシーなバーベキュー味「BBQ Picante」（茶色のパッケージ）
- エクストリームバーベキュー味「Blue Flame」（青いパッケージ）
- ブルーヒート、チリペッパーの辛いフレーバー（青いパッケージ）
- コブラ（赤いパッケージ）
- Crunchy Fajitas、黄色っぽい見た目のチキンファヒータ味（緑色のパッケージ）
- ドラゴン・スイート・チリ、くすんだ赤橙色の外観の甘辛フレーバー（黒色パッケージ）
- フエゴ、唐辛子とライムの辛い味。全種類の中で最も辛く、最も人気のあるフレーバー（紫色のパッケージ）。
- Fuego azul、青い謎のスパイスパウダーをトッピングしたスパイシースナックで、味はFuegoに似ている。このフレーバーはブルーヒートとして2019年に米国で発売された（青いパッケージ）[5]。
- ワカモレ、サルサ・ワカモレのスタイルをトッピングしたスパイシースナック（白いパッケージ）
- 辛くないチーズ味「インテンス ナチョ」、タキス初の辛くないフレーバー（オレンジのパッケージ）
- ケチャップとシラチャのフレーバー「Kaboom」（紫、赤、白のパッケージ）
- チーズとチポトレ風味の「LAVA」（オレンジのパッケージ）[4]
- ニンジャテリヤキ、スパイシーテリヤキ味
- ニトロ、ハバネロチリ味（黒赤パッケージ）
- オリジナル、ちょっとスパイシーなスナック（緑色のパッケージ）
- スパイシーなバーベキュー味「Outlaw」（えんじ色のパッケージ）
- パーティー、チーズとチリのフレーバー
- ロック、チョリソの風味を生かしたプレゼンテーション
- Sal De Mar（旧Classic）：海塩をトッピングしたマイルドなスナック。
- サルサ・ブラバ：オリジナルより少しスパイシーなスナック（黄色のパッケージ）
- バーベキュー風味の「スコーピオンBBQ」（茶色と紫のパッケージ）[6]
- チポトレとライムのフレーバー「タイタン」（えんじ色のパッケージ）[4]
- ボルケーノ・ケソ、ハバネロチーズ味（黄緑とオレンジのパッケージ）[6]
- ワイルド、ホットバッファロー味（スカイブルーのパッケージ）[4]
- Xplosion、スパイシーなチーズ味とチリペッパー味（オレンジのパッケージ）
- Xtra Hot、Fuegoに似た辛いフレーバーだが辛さは控えめ（黒紫のパッケージ）
- ゾンビ、ハバネロとキュウリのフレーバー（黒緑のパッケージ）

## その他の製品
2020年7月、レイザーはタキスブランド をデザインしたスクーターを発売した。また、同月、トティノスは、タキス・フエゴシーズニング を塗ったロールピザスナック「トティノス タキス・フエゴ ミニスナックバイツ」を発売した。2020年10月、タキスはカリカリの殻に入ったピーナッツをタキスのシーズニングでコーティングした「タキス ホットナッツ」を発売した。フレーバーはフエゴ、フレア、スモーキン・ライム。 2021年、グルポ・ビンボはTakisスナックのポートフォリオを拡大した：
- ポテトチップス「タキス・ウェーブス」[10]
- チーズスナック「タキス ワッツ」[10]
- ポップコーン「Takis POP!」[10]
- Takis Stix：コーンスナックスティック[10]
- プリングルス型ポテトチップス「Takis Crisps」[11]
- Takis Kettlez 釜焼きポテトチップス
- Takis Hot Nuts：ピーナッツをカリカリのコーンにコーティングしたスナック菓子
- Takis Chippz 薄切りポテトチップス

## 健康への懸念
インターネット上では、タキスをはじめとする辛いスナック菓子が潰瘍やガンの原因になるという主張が複数ある。前述の主張は誤りであることが確認されているが、科学者や医師は、胃炎やその他の胃に関連する問題をタキスに起因するとしている。 慢性胃炎は潰瘍や胃がんの原因になる。タキスは適度な摂取にとどめることが推奨されている。